# Dantumadiel
Dantumadiel este o comună în provincia Frizia, Țările de Jos. 

## Localități componente
Damwâld, De Westereen, Feanwâlden, Broeksterwâld, Rinsumageast, Wâlterswâld , Driezum, De Falom, Readtsjerk, Sibrandahûs